# Antonella Sberna
Antonella Sberna (ur. 11 stycznia 1982 w Rzymie) – włoska polityk i działaczka samorządowa, wiceprzewodnicząca Parlamentu Europejskiego X kadencji.

## Życiorys
Absolwentka uczelni Libera università di lingue e comunicazione (IULM), w 2010 uzyskała magisterium na uniwersytecie LUMSA. Pracowała m.in. w administracji Senatu. Działaczka Ludu Wolności i następnie partii Bracia Włosi. W 2013 została radną miejską w Viterbo, w latach 2018–2021 pełniła funkcję asesora we władzach miejskich. W wyborach w 2024 uzyskała mandat posłanki do Parlamentu Europejskiego X kadencji. W lipcu tegoż roku została wybrana na wiceprzewodniczącą Europarlamentu.